# Caleçon
Pour les articles homonymes, voir Caleçon (homonymie).
 (mars 2014).
Si vous disposez d'ouvrages ou d'articles de référence ou si vous connaissez des sites web de qualité traitant du thème abordé ici, merci de compléter l'article en donnant les références utiles à sa vérifiabilité et en les liant à la section « Notes et références ».

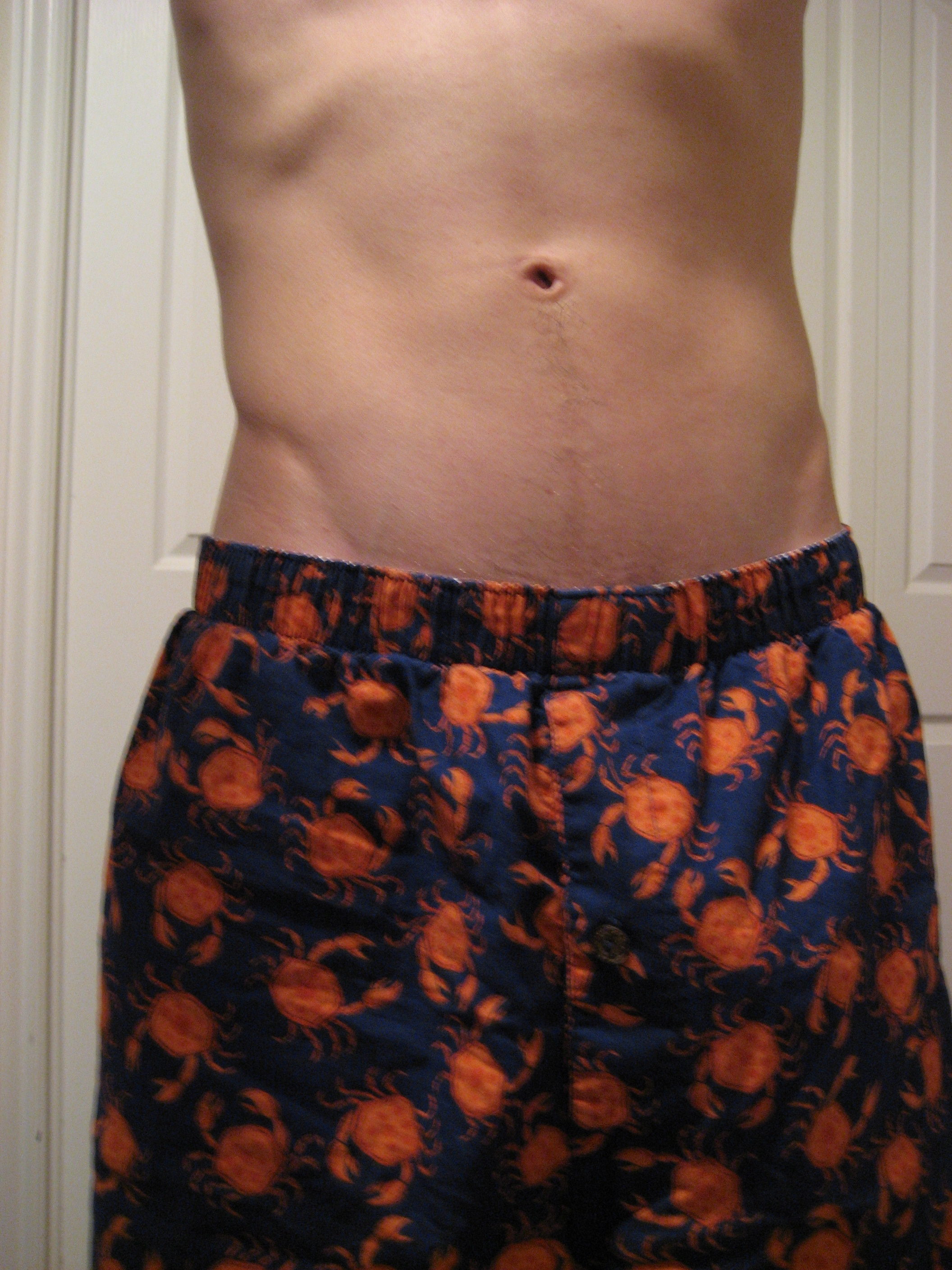
Homme portant un caleçon

Un caleçon est un sous-vêtement masculin, habituellement court, qui ressemble à un short. Il se distingue du slip par sa forme lâche et la présence de jambes plus ou moins longues. Certaines femmes portent également des caleçons notamment parce que c'est plus confortable.

## Description
Certains caleçons ont une ouverture pour pouvoir sortir la verge pour uriner sans être obligé de baisser ce sous-vêtement.
En France, la « coupe américaine » décrit la confection d'un caleçon dont le dos comporte un empiècement central et deux coutures latérales en V, évitant le possible désagrément d'une unique couture au niveau du sillon interfessier.
Le caleçon peut également être long, il se rapproche alors d'un pantalon. Un caleçon long est également un type de sous-vêtement long plus moulant. Une autre variante du caleçon est le shorty, dont les jambes sont très courtes. Quelquefois, le caleçon peut être assimilé à un boxer lorsqu'il est moins ample.

## Historique

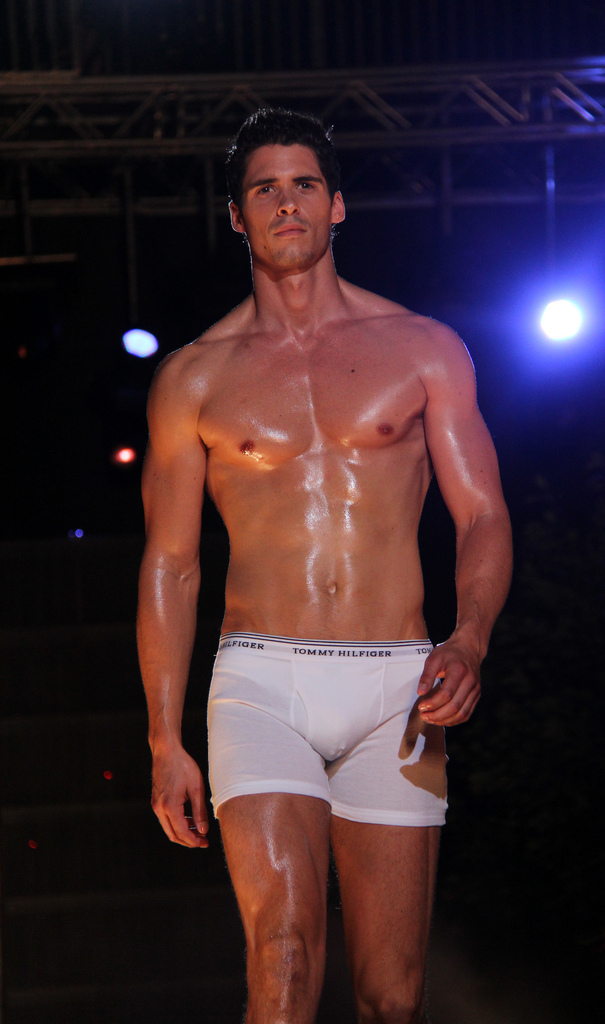
Homme portant un caleçon lors d'un événement.

En 1925, Jacob Golomb, fondateur de Everlast, pensa à un sous-vêtement avec un élastique à la taille, pour remplacer la ceinture de cuir portée par les boxeurs.
Dans les années 1980, le caleçon redevient populaire, grâce notamment au succès d'une publicité de la marque Levi's, dans laquelle le mannequin Nick Kamen se dévêtait dans une laverie automatique, révélant son caleçon. Ces années là, le Lycra ayant quitté le domaine du sport pour la mode quotidienne, l'engouement pour le caleçon moulant est important. Depuis les années 1990, les hommes choisissent parfois le boxer, qui apparaît comme un compromis.